# 異齒龍屬
异齿龙屬（屬名：Dimetrodon）又名異齒獸、長棘龍、兩異齒龍，是肉食性合弓動物（似哺乳爬行動物）的一屬，生存於二疊紀（阿瑟尔期到罗德期），約2億9500萬-2億7000萬年前。異齒龍與哺乳類的關係較接近，離真爬行動物（如恐龍、蜥蜴、鳥等）較遠。
儘管一般大眾將異齒龍聯想成是恐龍的一份子，但異齒龍其實並不是恐龍。更確切地說，牠們被歸類為盤龍目。異齒龍的化石在北美與歐洲等地均有發現。二疊紀時北美與歐洲的氣候大概像大陸性氣候一樣乾燥，所以異齒龍有很強的適應能力。

## 特徵

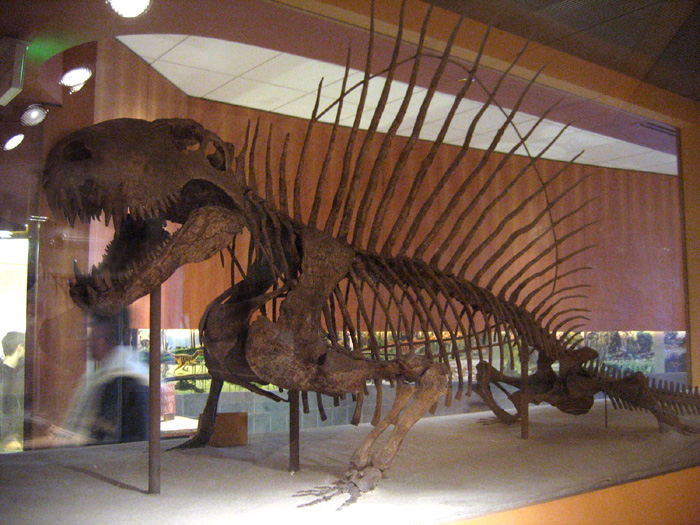
美國國立自然歷史博物館的異齒龍骨架模型

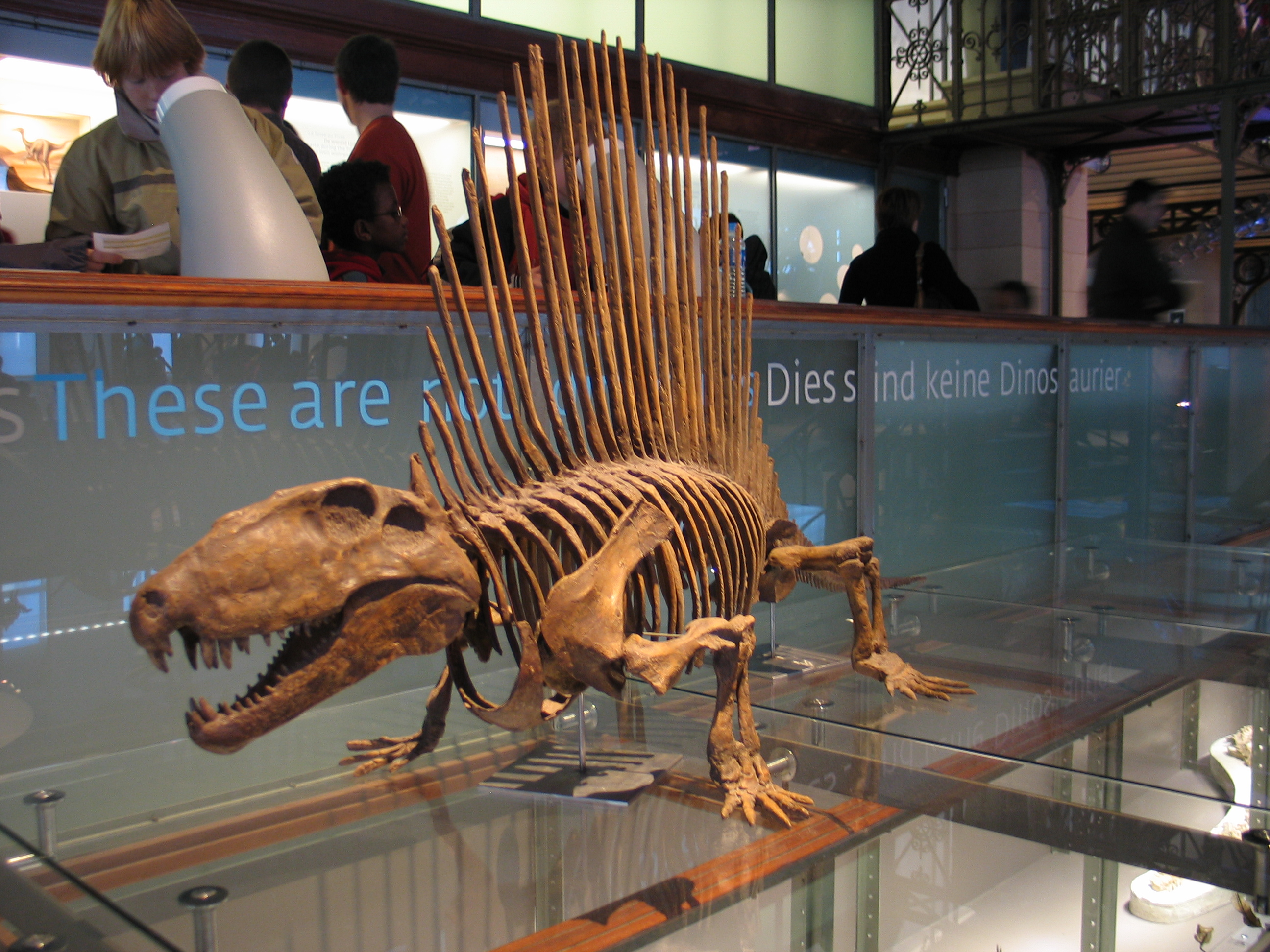
布魯塞爾自然歷史博物館的異齒龍骨架模型

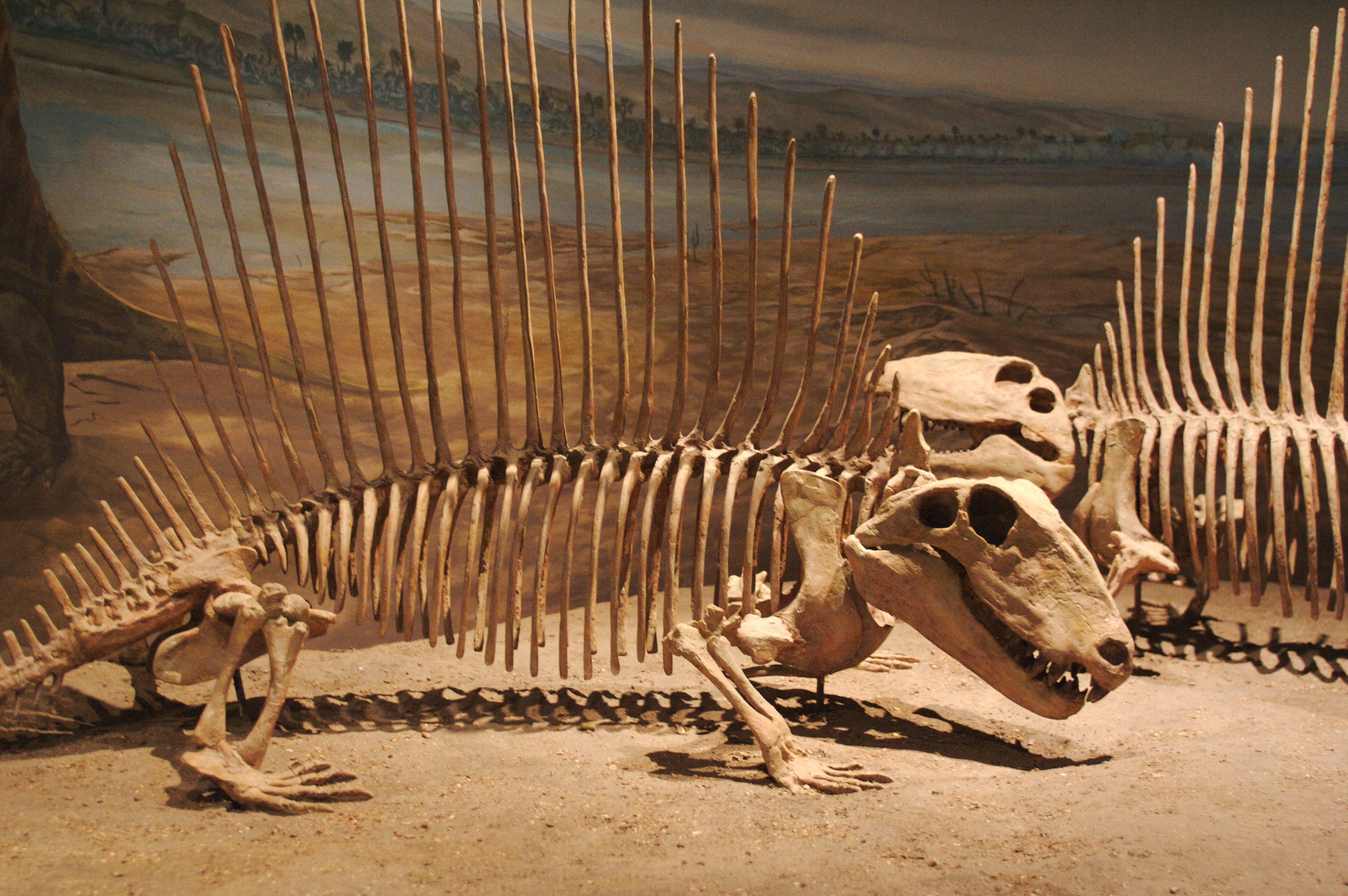
兩個異齒龍的骨架模型，位於加拿大皇家泰瑞爾博物館

在牠們生存的時代裡，異齒龍是大型頂級掠食動物，身長達3.5米。屬名的意思是「兩種尺寸的牙齒」，因為牠的大型頭顱骨中有兩種不同型態的牙齒（切割用的牙齒與銳利的犬齒）。有這種差異的生物通稱為異齒動物。牠利用往側邊攤開的四肢及大型尾巴來支撐身體。異齒龍也許以類似現今蜥蜴的方式行走。

### 背帆
異齒龍最明顯的特徵是背部的高大背帆，某些盤龍類（基龍、伊安忒龍、楔齒龍）也有這種特徵。這背帆可能用來控制體溫，背帆的表面可使加熱、冷卻更有效率。這種溫度的調節非常重要，因為可讓牠有更多時間來捕獵獵物。背帆也有可能用作求偶或是嚇阻獵食者。背帆是由脊椎神經棘支撐，每一條連接自個別的脊椎。在1973年，有研究計算一隻200公斤的異齒龍從26℃提升到32℃的體溫，若沒有帆狀物需要205分鐘，但若有則只需80分鐘。

## 與現代哺乳類的關係
異齒龍是一個原始合弓類動物，與人類及現代哺乳類的關係很遠。合弓動物是第一種演化出不同型態牙齒的四足動物。爬行動物的牙齒很難切碎食物，只是吞嚥下去，但像異齒龍等的合弓動物可以用牙齒切割食物成小塊，方便消化。異齒龍的兩種不同型態牙齒，最後發展成現代哺乳類的不同功能牙齒。

## 大眾文化

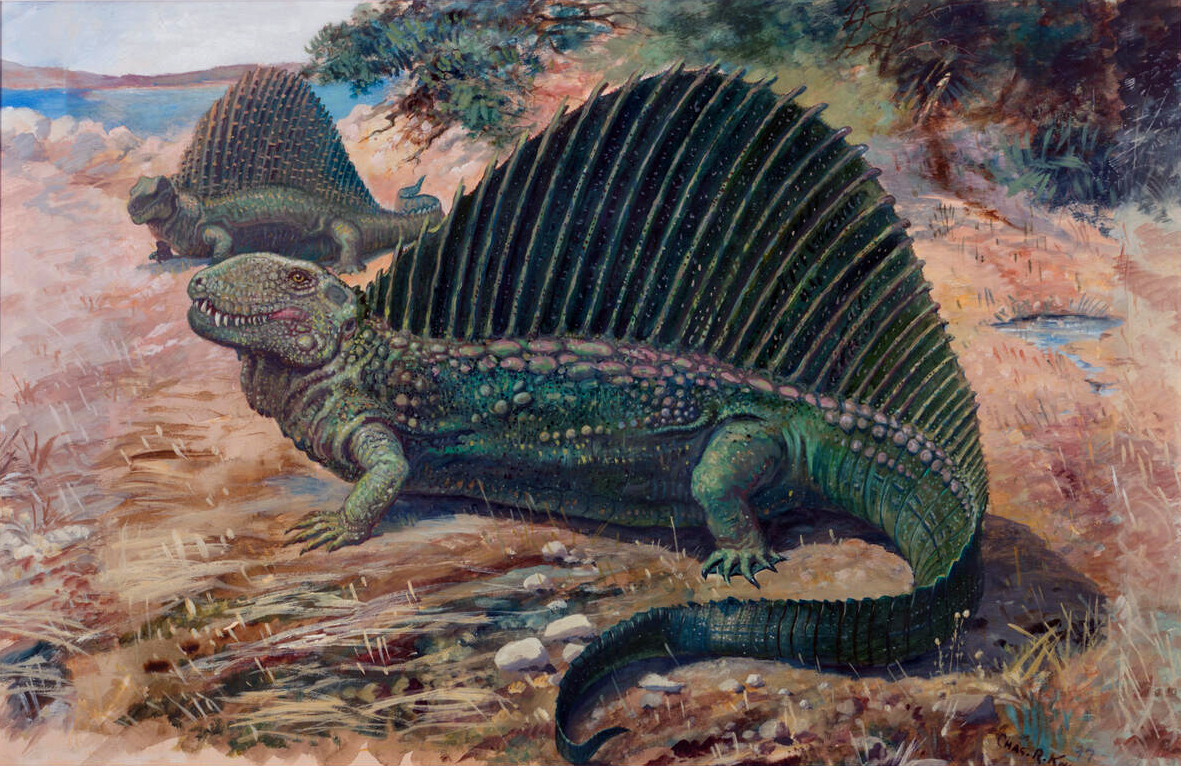
異齒龍的早期復原圖，由查爾斯·耐特繪製

在許多大眾書籍與網站中，異齒龍常被認為是種恐龍；或是在介紹恐龍時，順便介紹異齒龍。
在1907年起，紐約美國自然歷史博物館便展出異齒龍與基龍的骨架。同年，《科學美國人》（Scientific American）上也刊登查爾斯·耐特（Charles R. Knight）所繪製的異齒龍與基龍想像圖。
在BBC的電視節目《與巨獸共舞》（Walking With Monsters）中，將異齒龍描繪成類似鱷魚的孵蛋方式，而幼體孵化後，則出現類似科莫多龍的躲藏掠食動物方式，但這些都只是製作單位的推測，沒有化石證據可以證明。
異齒龍也出現在1940年的迪士尼動畫電影《幻想曲》（Fantasia）的「春之祭」段落中，獵食幻龍後，被暴龍獵食。
在方舟：生存進化系列中，異齒龍作為生存於沼澤地區的肉食動物登場，擁有利用背帆調節周圍溫度的能力。
在《侏儸紀世界：統霸天下》中，異齒龍作為一種棲息於洞穴中的動物出現，並同樣被錯誤的稱為恐龍。

## 圖片集

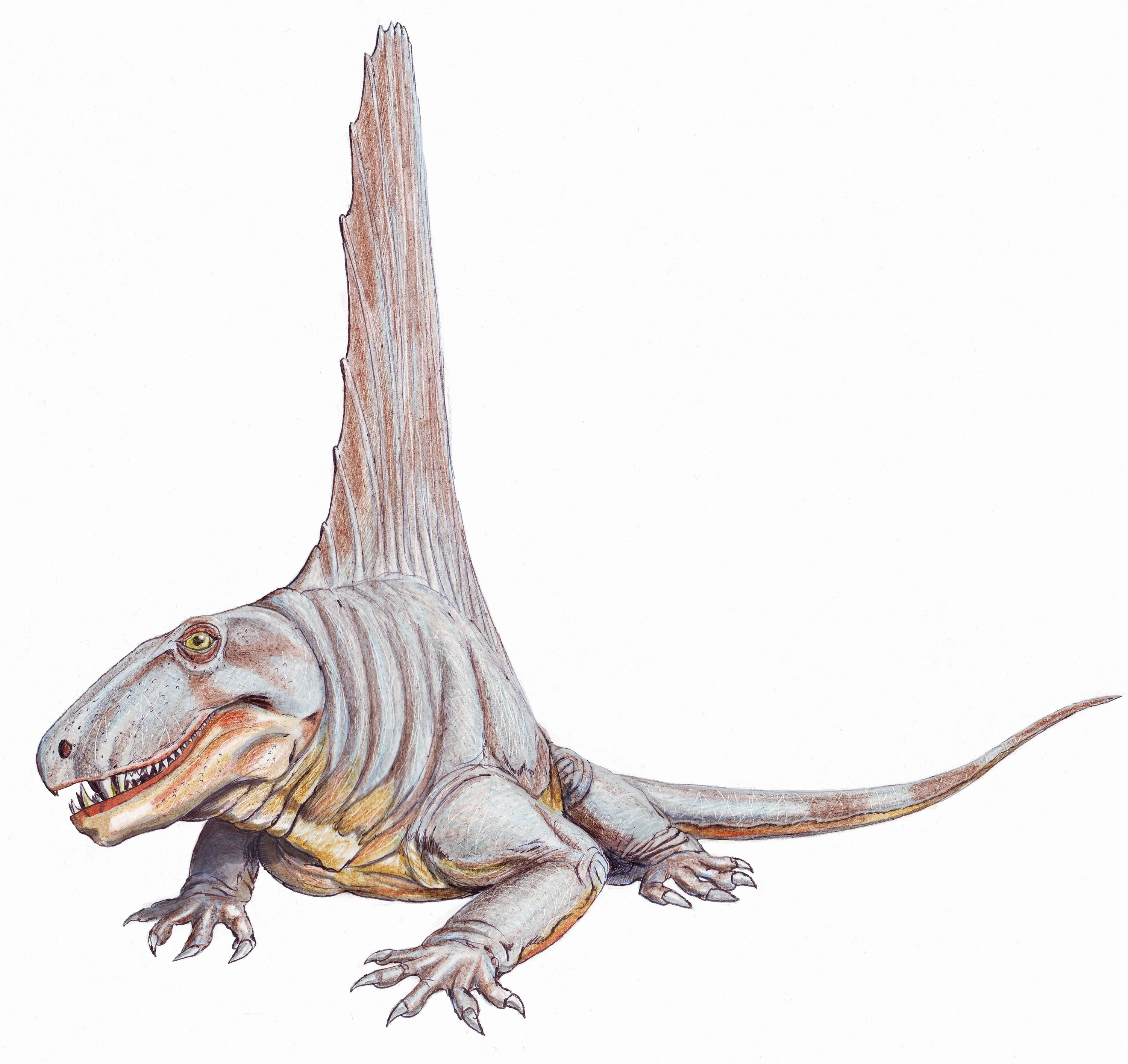
D. angelensis
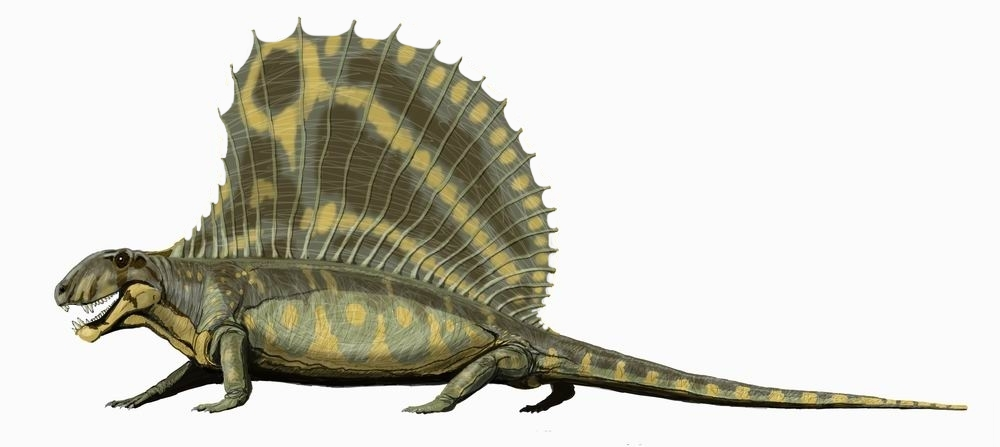
D. gigashomogenes
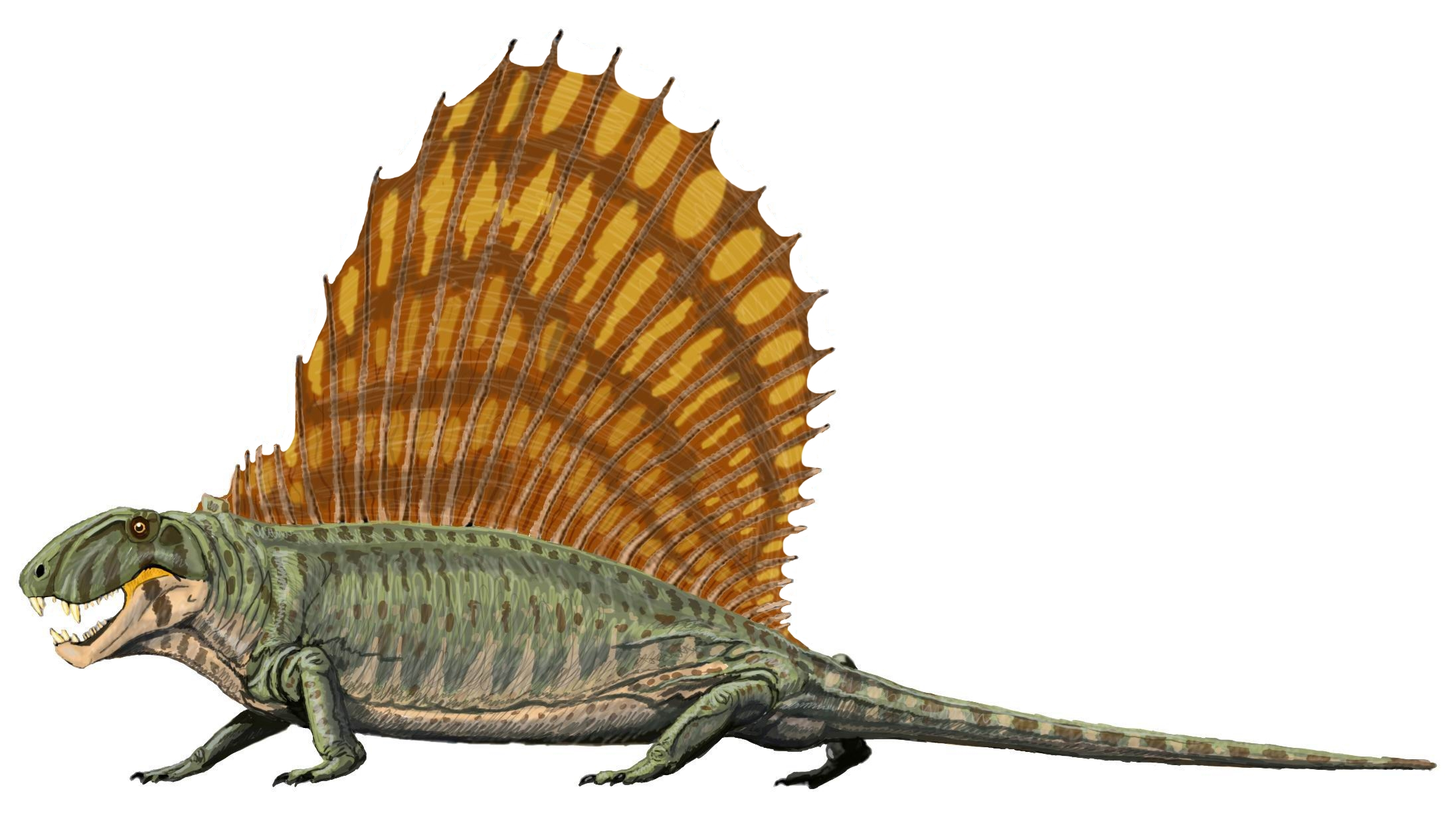
D. grandis
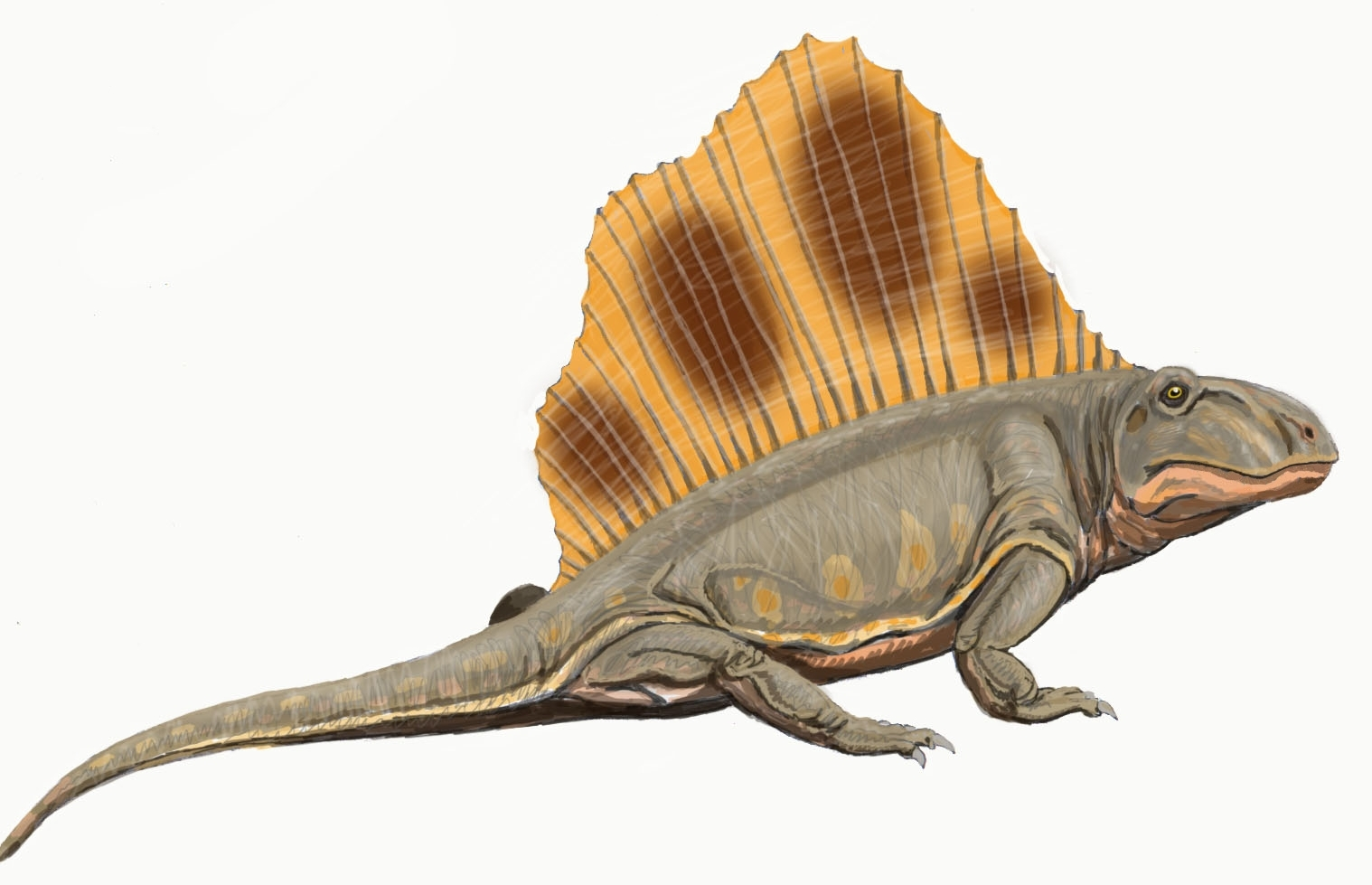
D. loomisi
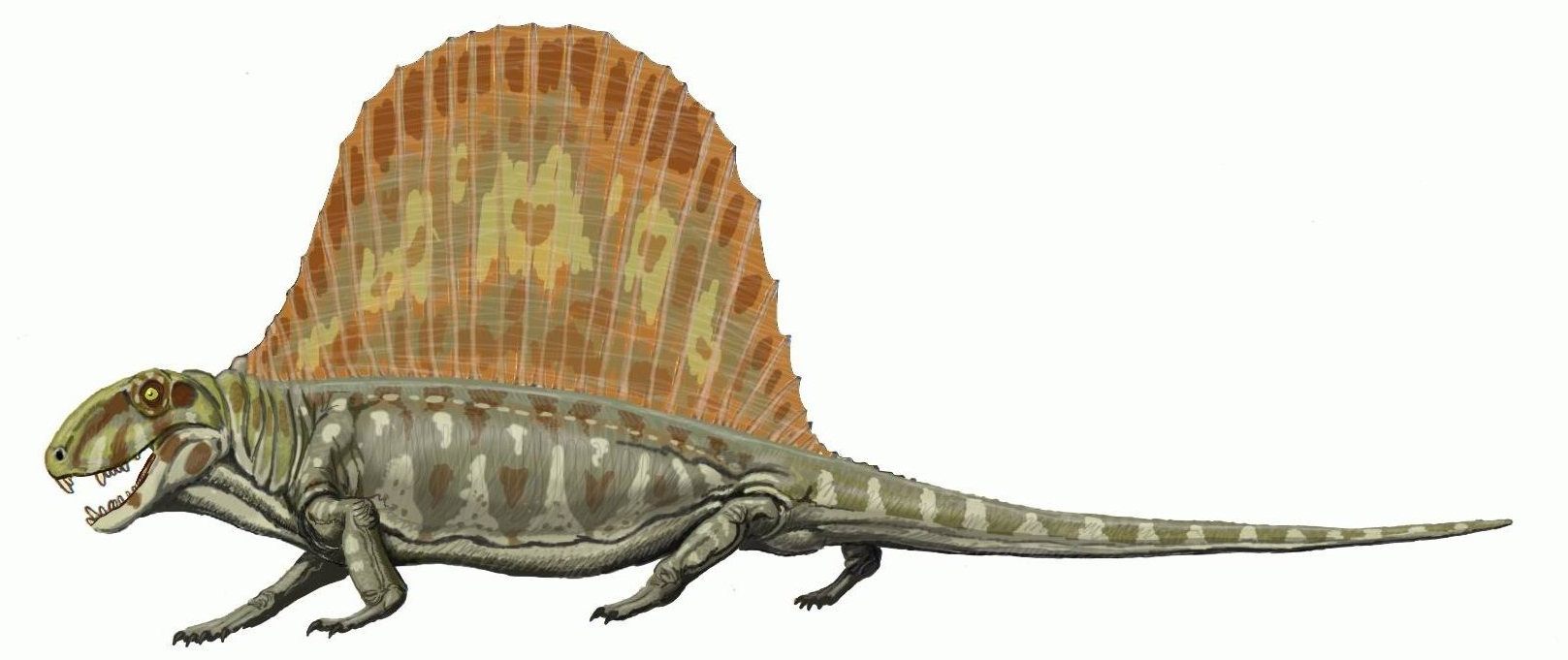
D. milleri
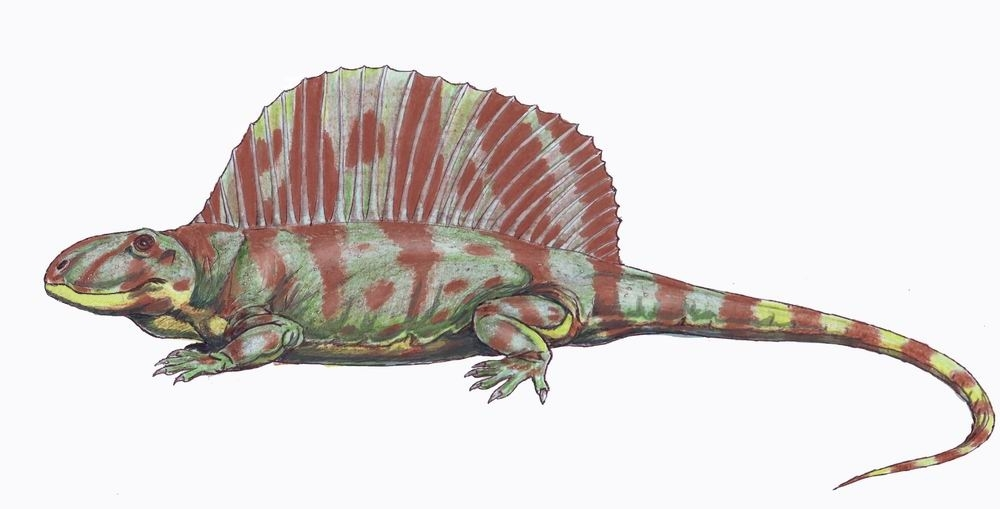
D. natalis
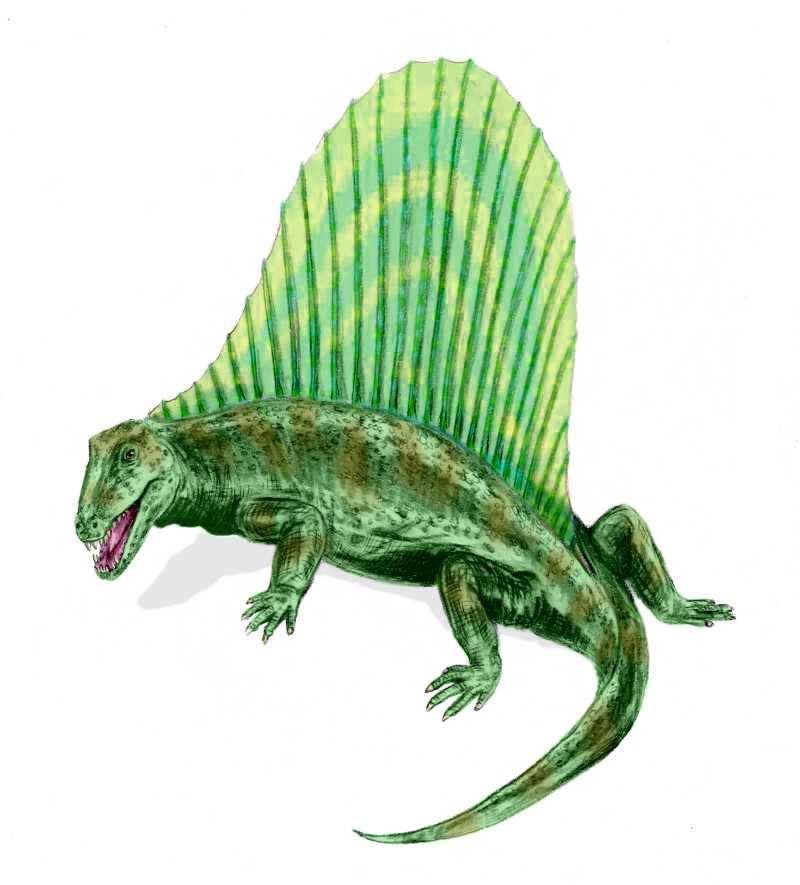
異齒龍的复原圖之一
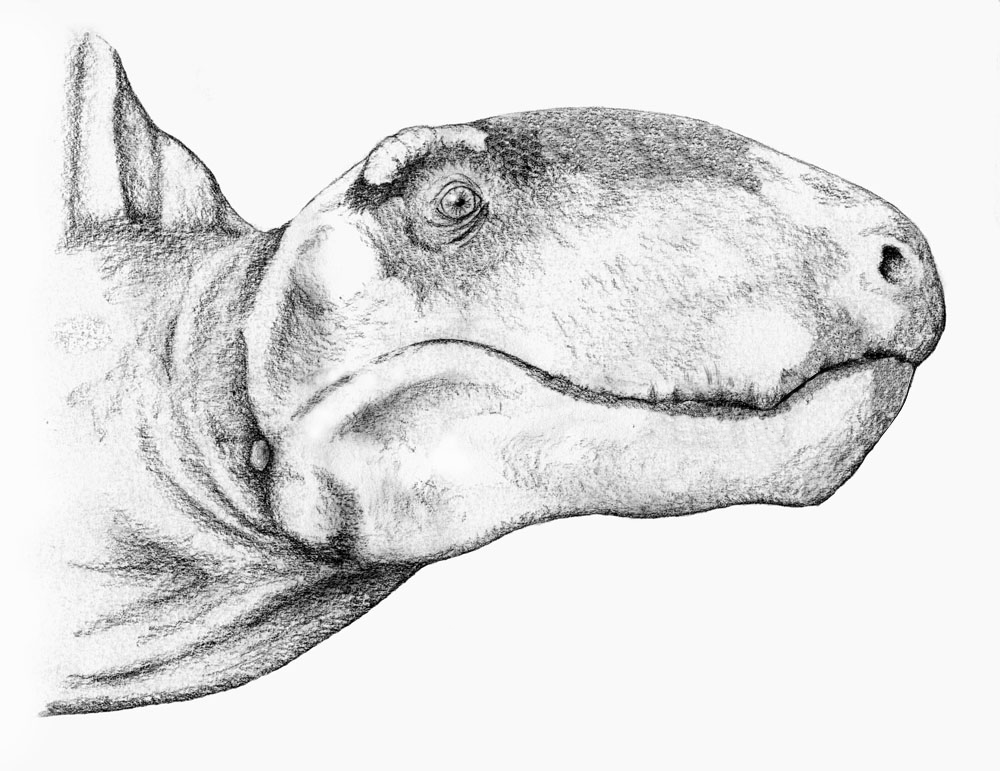
D. limbatus的頭部
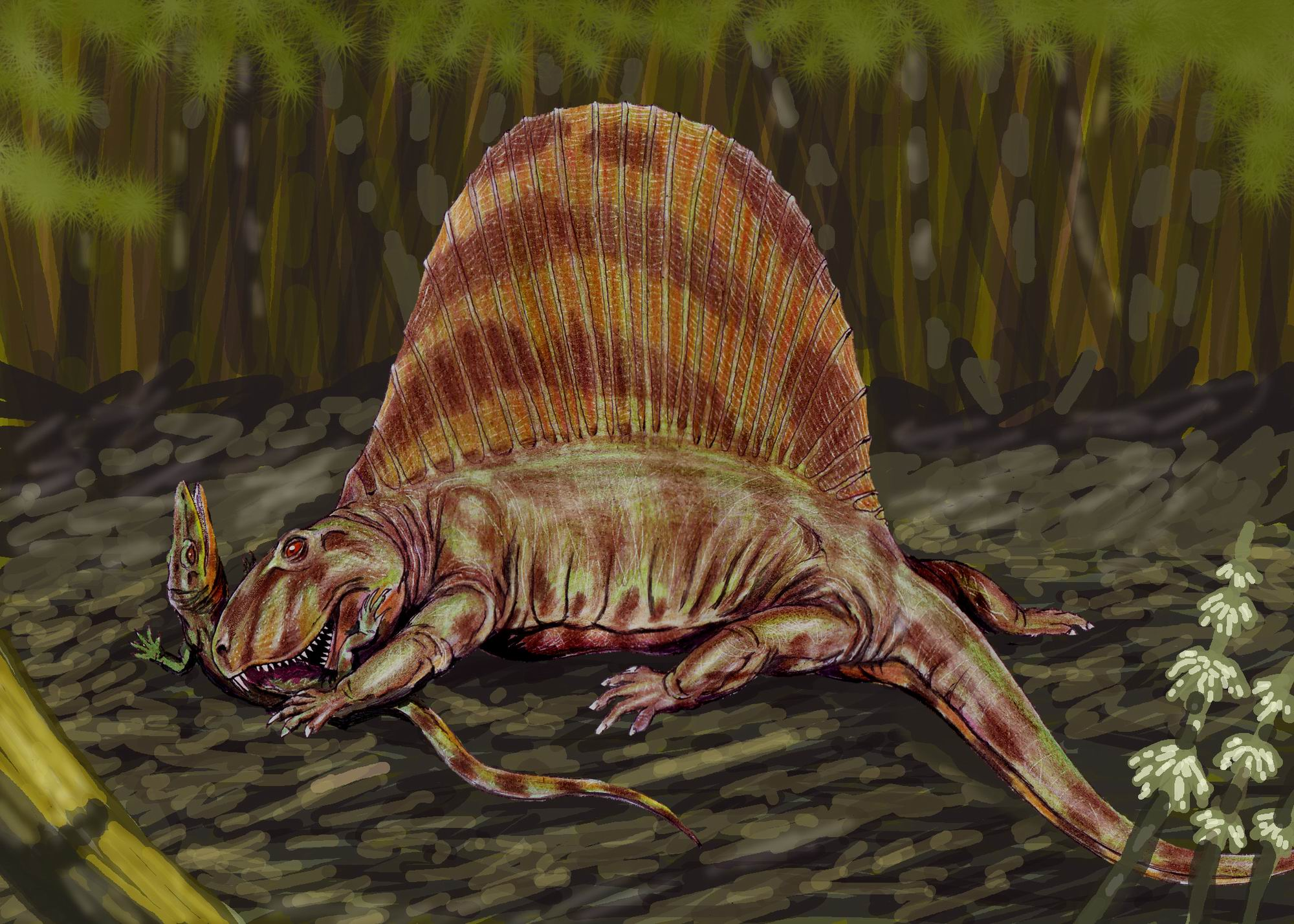
異齒龍獵食巨蜥龍
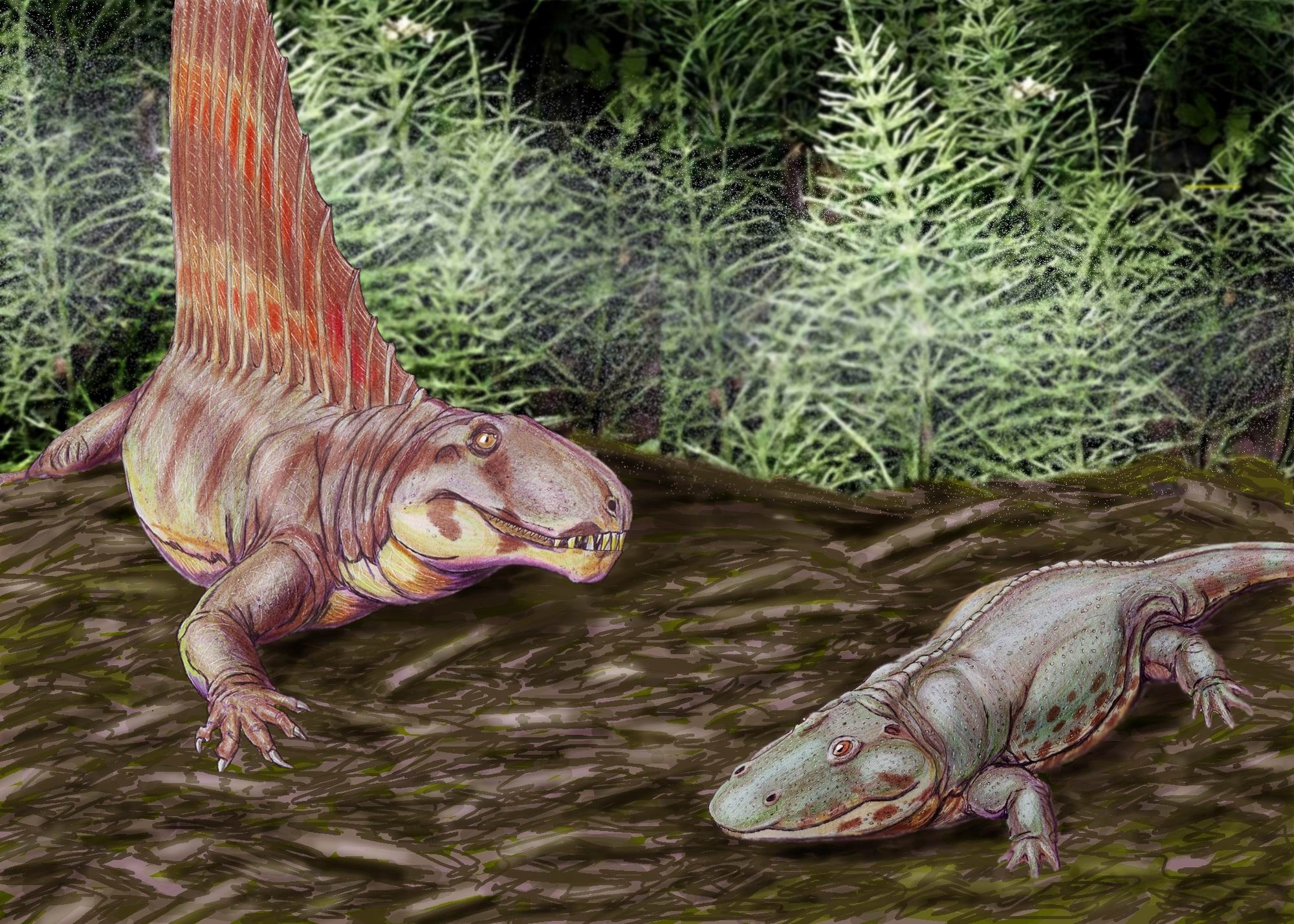
異齒龍與引螈
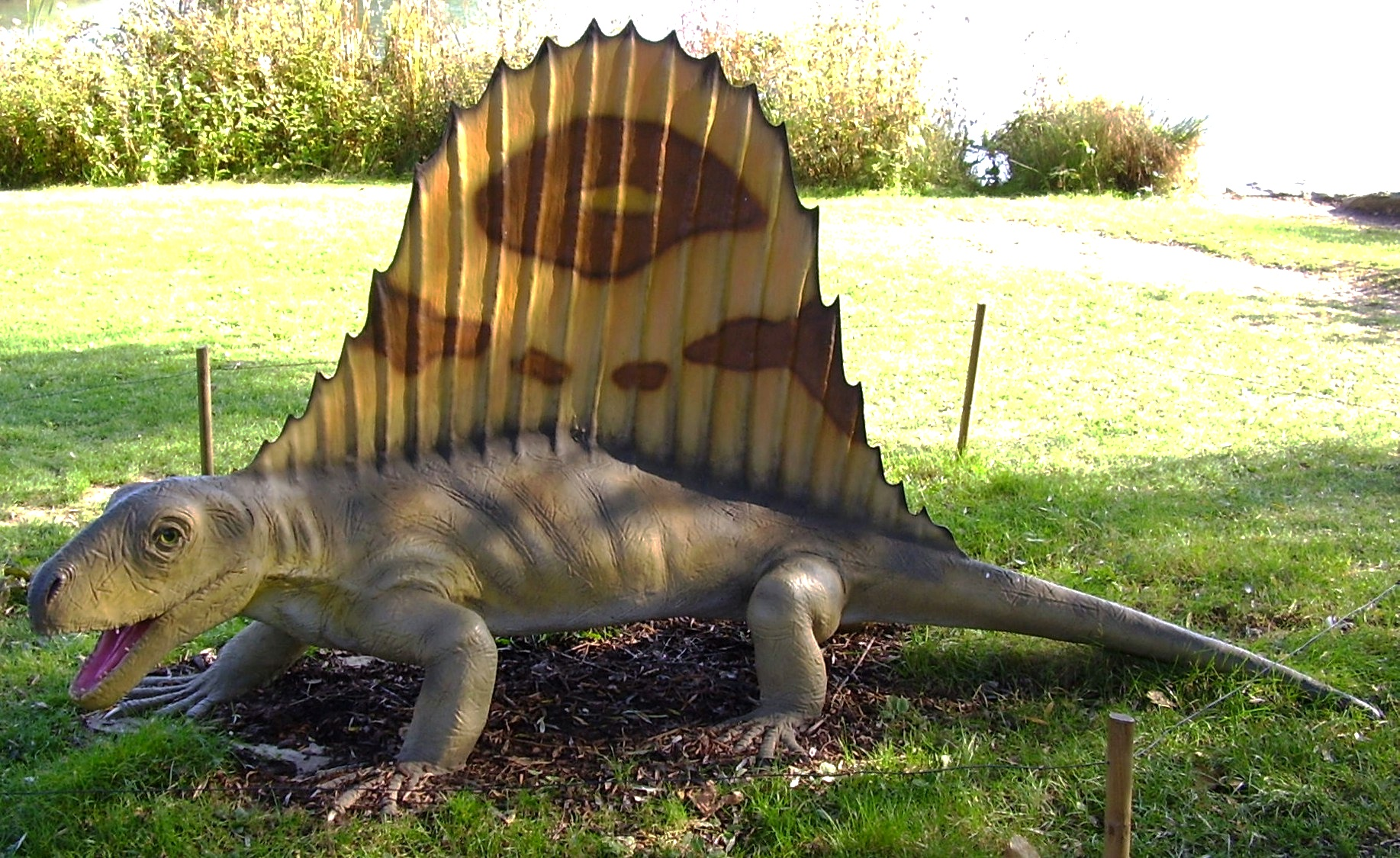
異齒龍的復原模型